# Kai-Uwe Sattler
Kai-Uwe Sattler (* 26. September 1968 in Lutherstadt Eisleben) ist ein deutscher Informatiker. Er ist seit Dezember 2020 Präsident der Technischen Universität Ilmenau.

## Leben
Kai-Uwe Sattler studierte an der Universität Magdeburg Informatik. Dort schloss er 1998 seine Promotion sowie 2003 seine Habilitation ab. Als Mitglied der Forschergruppe Datenbanken der Universität Magdeburg war Sattler Gastprofessor an der University of California, Davis und nahm Vertretungsprofessuren an der Technischen Universität Dresden und der Martin-Luther-Universität Halle-Wittenberg wahr. Zwischen 2011 und 2017 war Sattler Dekan der Fakultät für Informatik und Automatisierung an der TU Ilmenau. Ab 2017 war er Prorektor für Wissenschaft. Nach dem Ausscheiden von Peter Scharff als Präsident der TU Ilmenau wurde Sattler im Mai 2020 zum vorläufigen Präsidenten der Universität gewählt. Im Dezember 2020 wählte die Hochschulversammlung Sattler zum ordentlichen Präsidenten.
Sattler ist Mitglied der Sächsischen Akademie der Wissenschaften.